# Motuca
Motuca este un oraș în São Paulo (SP), Brazilia.